# Mikhail Kusnetsov
Mikhail Nikolajevitj Kusnetsov (på russisk: Михаил Николаевич Кузнецов) (født 4. juni 1952 i Moskva]) er en russisk tidligere roer og olympisk guldvinder.

## Rokarriere
Kusnetsov deltog for Sovjetunionen i firer med styrmand ved OL 1976 i Montreal. Kusnetsov roede ikke indledende heat, hvor Aleksandr Sema havde hans plads, mens Vladimir Jesjinov, Nikolaj Ivanov, Aleksandr Klepikov samt styrmand Aleksandr Lukjanov udgjorde den øvrige besætning; denne besætning var verdensmestre fra 1975. Den sovjetiske båd blev overraskende blot nummer to i indledende heat, men kvalificerede sig dog til semifinalen. Her erstattede Kusnetsov Sema, og båden vandt semifinalen, og i finalen (med besætningen fra semifinalen) blev det til en sikker sejr, mens DDR fik sølv og Vesttyskland bronze.
Kusnetsov vandt desuden sølv ved VM i 1987 i otteren.

## OL-medaljer
- 1976:  Guld i firer med styrmand